# Monacoa griseus
Espèce
Monacoa griseus est une espèce de poissons marins de la famille des Opisthoproctidae.

## Répartition
Monacoa griseus se rencontre dans le Pacifique sud-ouest, en Nouvelle Zélande et probablement en Australie. Cette espèce est présente du niveau de la mer jusqu'à une profondeur de 521 m.

## Description
Monacoa griseus peut mesurer jusqu'à 64 mm, queue non comprise.

## Classification
L'espèce Monacoa griseus a été décrite en 2016 par Jan Yde Poulsen (d), Tetsuya Sado (d), Christoph Hahn (d), Ingvar Byrkjedal (d), Masatoshi Moku (d) et Masaki Miya (d),.

## Étymologie
Son épithète spécifique, du latin griseus, « gris », fait référence à la partie antérieure uniformément grisâtre de la sole (organe réfléchissant) dépourvue de toute pigmentation

## Publication originale
- (en) Jan Yde Poulsen, Tetsuya Sado, Christoph Hahn, Ingvar Byrkjedal, Masatoshi Moku et Masaki Miya, « Preservation Obscures Pelagic Deep-Sea Fish Diversity: Doubling the Number of Sole-Bearing Opisthoproctids and Resurrection of the Genus Monacoa (Opisthoproctidae, Argentiniformes) », PLOS One, PLoS, vol. 11, no 8,‎ 2016, e0159762 (ISSN 1932-6203, OCLC 228234657, PMID 27508419, PMCID 4980007, DOI 10.1371/JOURNAL.PONE.0159762).